# Jatitujuh (plaats)
Jatitujuh is een bestuurslaag in het regentschap Majalengka van de provincie West-Java, Indonesië. Jatitujuh telt 4763 inwoners (volkstelling 2010).